# Saïd Jalili
Pour les articles homonymes, voir Jalili.
Saïd Jalili (en persan : سعید جلیلی), né le 6 septembre 1965 à Mashhad, est un diplomate et homme politique iranien, ancien secrétaire du conseil suprême de sécurité nationale entre 2007 et 2013 et candidat à l'élection présidentielle iranienne en 2013, 2021 et 2024.
Il est affilié au Front de la stabilité de la révolution islamique, dont il a été le candidat lors de l'élection présidentielle de 2013, parmi les plus conservateurs et à droite de l'échelle politique iranienne.

## Biographie
Membre des forces paramilitaires Basij durant la guerre Iran-Irak (1980-1988), pour laquelle il interrompt ses études, il perd la jambe droite au combat en 1987,. Après la guerre, il obtient un doctorat en sciences politiques à l'université Imam Sadegh (en) à Téhéran ; sa thèse porte sur « la politique étrangère du prophète Mahomet »,. Il enseigne ensuite cette matière (la « diplomatie du prophète ») à cette même université, fondée « par la mouvance ultraconservatrice pour former les futurs cadres du régime ».
Nommé vice-ministre des Affaires étrangères sous la présidence de Mohammad Khatami en 1997, il est chargé des relations avec les Amériques. En 2001, il est nommé directeur général du bureau des affaires courantes du Guide suprême l'Ayatollah Ali Khamenei,. Lorsque Mahmoud Ahmadinejad remporte l'élection présidentielle de 2005, Saïd Jalili devient son conseiller et son vice-ministre des Affaires étrangères, chargé des relations avec l'Europe et les Amériques,.
En 2007, il devient « le représentant direct du Guide suprême au sein du Conseil suprême de sécurité nationale » ; il prend alors la direction des négociations avec le monde occidental quant au programme nucléaire iranien.
Le Conseil des gardiens de la Constitution l'autorise à se porter candidat à l'élection présidentielle de 2013 ; il est le candidat du Front pour la stabilité de la révolution islamique. « Très proche » d'Ali Khamenei, il est dépeint par les médias iraniens comme un intellectuel pieux et conservateur, menant une « vie simple ». « Connu pour sa position ferme dans les discussions avec les grandes puissances », il est « partisan d'une politique étrangère agressive ». Pour l'élection, il est « le candidat idéal de la mouvance dite "principaliste", une association souple de religieux et de militaires attachés à l'autorité absolue du Guide ».

### Élection présidentielle de 2021
En 2021, Saïd Jalili est à nouveau candidat à l'élection présidentielle,. Concernant le dossier du nucléaire iranien, il affirme notamment « la négociation n’est pas le seul moyen. Il faut pousser l’ennemi à supplier. Il y a un moyen et un plan pour le faire », tout en confirmant : « Je ne suis pas contre les négociations du tout, mais je pense que nous ne devrions pas mettre tous nos œufs dans le même panier »,. Lors du troisième et dernier débat avant l'élection présidentielle, il se prononce en faveur d'une implémentation pure de l'Islam durant les 4 prochaines années,.

### Élection présidentielle de 2024
Le 30 mai 2024, Saïd Jalili dépose sa candidature à l'élection présidentielle de juin 2024. Il s'agit d'une élection anticipée entraînée par la mort du président Ebrahim Raïssi dans un accident d'hélicoptère. Le 9 juin 2024, le ministère de l'Intérieur annonce que sa candidature a été approuvée par le Conseil des gardiens de la Constitution. Le 20 juin 2024, un sondage de l'ISPA le donne en tête des intentions de vote au premier tour. À l'issue du premier tour, il est devancé par le réformiste Massoud Pezeshkian et termine second, recueillant 40,38 % des voix exprimées. Il reçoit alors le soutien de Mohammad Ghalibaf, arrivé troisième, ainsi que des ex-candidats Alireza Zakani et Amir-Hossein Ghazizadeh Hashemi, qui se sont retirés avant le premier tour.
Lors du second tour, il est à nouveau devancé par Massoud Pezeshkian qui l'emporte avec 16.384.403 voix (54,76 %).